# Arthroderma gertleri
Arthroderma gertleri är en svampart som beskrevs av H. Böhme 1967. Arthroderma gertleri ingår i släktet Arthroderma och familjen Arthrodermataceae.   Inga underarter finns listade i Catalogue of Life.